# Einbeck
Pour l’article homonyme, voir Robert Einbeck.

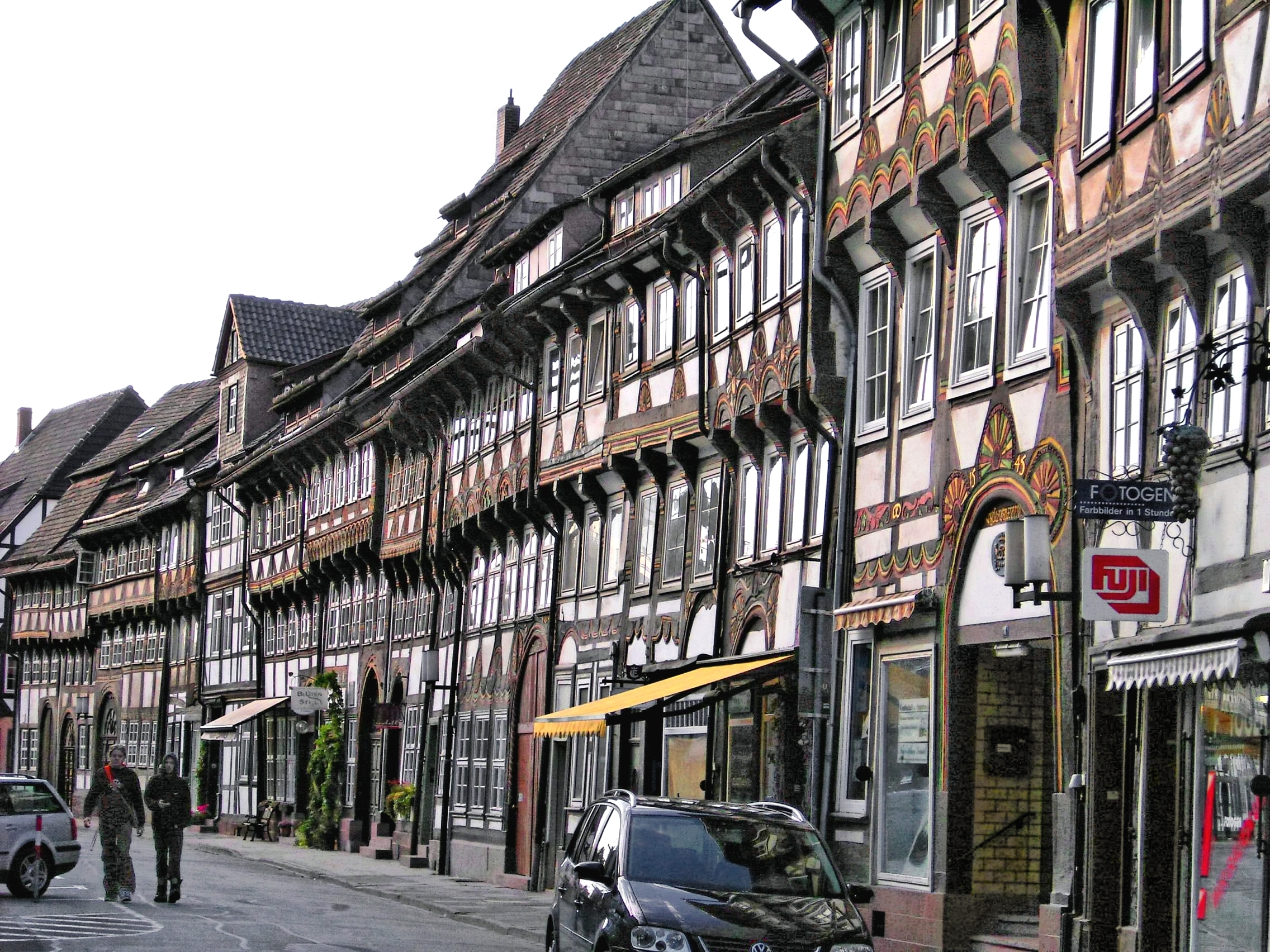
Einbeck

Einbeck est une ville d'Allemagne située en Basse-Saxe, dans l'arrondissement de Northeim.

## Histoire
| Appartenances historiques Duché de Brunswick-Lunebourg 1235-1291 Principauté de Grubenhagen 1291-1596 Principauté de Brunswick-Wolfenbüttel 1596-1617 Principauté de Lunebourg 1617-1705 Électorat de Brunswick-Lunebourg 1705-1807 Royaume de Westphalie 1807-1811 Empire français (Bouches-de-l'Elbe) 1811-1814 Royaume de Hanovre 1814-1866 Royaume de Prusse (Province de Hanovre) 1866-1871 Empire allemand 1871-1918 République de Weimar 1918-1933 Reich allemand 1933-1945 Allemagne occupée 1945-1949 Allemagne de l'Ouest 1949-1990 Allemagne 1990-présent |

Einbeck est très célèbre pour sa brasserie vieille de 600 ans, la maison de Einbecker Bier, expression qui est à l'origine du terme bock.
Le 7 août 1759, pendant la guerre de Sept Ans, eut lieu le combat d'Einbeck. Un bataillon du régiment de Picardie était dans la ville et les autres en bataille à une certaine distance. Celui qui gardait Einbeck, attaqué par le Prince héréditaire, fit un feu terrible et voyant toute l'armée en retraite, sortit en bon ordre d'Einbeck, incendia les portes pour retarder l'ennemi et rejoignit le régiment qui l'attendait. Picardie se retira alors sur une hauteur voisine, d'où, avec ses pièces de bataillon, il ouvrit une canonnade bien dirigée qui força le Prince héréditaire à lui laisser effectuer sa retraite sans l'inquiéter davantage.

## Quartiers
- Dörrigsen
- Drüber
- Iber
- Olxheim

## Économie
L'entreprise KWS Saat y possède son siège social, et la brasserie Einbecker Brauhaus y a ses activités.

## Personnalités
Einbeck est le lieu de naissance de :
- Henry Melchior Muhlenberg (1711-1787), qui a émigré en Pennsylvanie en 1742 et est devenu le patriarche de la famille de Mühlenberg ainsi que le fondateur de l'église luthérienne dans les colonies américaines.
- Wilhelm Bendow (1884-1950), acteur et humoriste.

## Jumelage
- France, Thiais depuis 1962
- Allemagne, Artern, depuis 1990
- Pologne, Paczków, depuis 1992
- États-Unis, Keene (New Hampshire), depuis 2002